# Mary Ann Nichols
Mary Ann "Polly" Nichols je po mnogima prva žrtva zloglasnog londonskog serijskog ubojice Jacka Trbosjeka koji je 1888. ubijao i sakatio žene u okrugu Whitechapel. Kao i kod ostalih Trbosjekovih žrtava, podaci o životu Nicholsove su malo poznati. Kada je ubijena, Mary Ann Nichols je imala 43 godine. Nicholsova je pokopana u četvrtak, 6. rujna 1888., a 1996. su gradske vlasti ispred njezinog groba stavili nadgrobni spomenik.
Tijelo Nicholsove nađeno je u 3:40h u jutro u petak, 31. kolovoza 1888., na podu u današnjoj Ulici Durward, nekih 200 jarda od bolnice. Prema izvještaju, ni policajci koji su patrolirali ulicom, ni stanari obližnjih kuća, nisu čuli niti vidjeli ništa sumnjivo. Nicholsova je najvjerojatnije ubijena u 3:30h u jutro, samo 10 minuta prije nego što je tijelo otkriveno.
Nicholsova je bila kći Edwarda Walkera i Caroline Walker (prije Webb). Dok je osmrtnica navodila da je u vrijeme smrti imala 42 godine (greška koja se nalazi i na njezinoj nadgrobnoj ploči), izvori, pa čak i njezin otac, tvrde da je imala 43 godine. Nicholsova je rođena kao Mary Ann Walker u Londonu 26. kolovoza 1845. Ona se 16. siječnja 1864. udala za Williama Nicholsa s kojim je, prije razvoda 1880., imala 5 djece - Edwarda Johna, Percyja Georgea, Alice Esther, Elizu Sarah i Henryja Alfreda.
Njezin otac je naveo da je Mary Ann bila teška alkoholičarka. Njezin bivši suprug, William Nichols, je optužen da ju je napustio zbog afere s medicinskom sestrom, no on je tvrdio da ima dokaze da se njihov brak nastavio još 3 godine nakon afere, te je rekao da ga je ona često napuštala.
William Nichols joj je plaćao 5 šilinga tjedno potpore u periodu od jedne ili dvije godine, no prestao je nakon što je saznao da živi s drugim muškarcem. Mary Ann je tada živjela od jako malih prihoda, koje je dobivala prostitucijom. Jedan period živjela je s ocem, no napustila ga je nakon svađe. On je rekao da je nakon toga jedno vrijeme živjela s nekim kovačem. U svibnju 1888., živjela je u jednoj radionici, no zaposlila se kao sluškinja. Nezadovoljna svojim statusom, napustila je poslodavce i ukrala odjeće u vrijednosti od 3 funte i 10 šilinga. U vrijeme smrti živjela je u Whitechapelu, no zbog nedostatka novca da plati noćenje, tu noć je izašla da zaradi novac na ulici. Zadnji put je viđena u tom području od strane njezinog prijatelja, sat prije smrti. Njezino tijelo identificirano je pomoću odjeće koju je nosila.
Sažetak post-mortema izašao je u londonskom časopisu The Times. Post-mortem možete pročitati ako slijedite link.

## Više informacija
- The Complete History of Jack the Ripper - Philip Sugden, ISBN 0-7867-0276-1.

## Vanjske poveznice
- Casebook: Jack the Ripper